# Martin Zeiler
Martin Zeiler (Zeiller) (Ranten, 17 aprile 1589 – Ulma, 6 ottobre 1661) è stato uno scrittore tedesco.

## Biografia
Il padre di Zeiler era un esiliato dell'Alta Stiria, costretto ad emigrare a causa della sua confessione protestante. Zeiler fu istruito a Ulma, trasferendosi a Wittenberg nel 1608 per studiare giurisprudenza e storia. Svolse diversi lavori come insegnante privato e notaio. Visse a Ulma dal 1629, lavorando come insegnante e ispettore nelle scuole locali.
Zeiler è stato molto produttivo come autore, incontrando il modello dell'uomo universale barocco. La biblioteca della città di Ulm elenca 90 opere di Zeiler. La sua produttività è stata riconosciuta dai suoi contemporanei; Georg Philipp Harsdörffer cita la proverbiale operosità di Herrn Zeillers in una delle sue poesie. Zeiler è meglio conosciuto per il suo contributo alla Topographia Germaniae (16 vol., 1642-1654) di Matthäus Merian.

## Opere
- (DE)  (Trad.) François de Rosset: Theatrum tragicum ... in die Teutsche Sprache transferirt durch M. Zeiller, hg. Martin Opitz. Danzig 1640 u.ö. (25 Auflagen sind bekannt)
- (DE) Fidus achates, oder Getreuer Reisgefert. Ulm 1651
- (LA) Historici, chronologici et geographi ... quo vixerunt, et operibus ... scripserunt. 2 Bde. Ulm 1652
- (DE) 100 Dialogi oder Gespräch von unterschiedlichen Sachen. Ulm 1653
- (DE) Handbuch von allerley nutzlichen Erinerungen. 2 Bde. Ulm 1655
- (DE) Topographia Germaniae
- (DE) Topographia Galliae